# Arisemus woodi
Arisemus woodi är en tvåvingeart som beskrevs av Quate och Brown 2004. Arisemus woodi ingår i släktet Arisemus och familjen fjärilsmyggor.
Artens utbredningsområde är Costa Rica. Inga underarter finns listade i Catalogue of Life.